# PSR B0950+08
PSR B0950+08 är pulsar i stjärnbilden Lejonet.
Pulsaren ser ut att vara en rest av en supernova som inträffade för 1,8 miljoner år sedan. Rester i form av en tät neutronstjärna tyder på att det kan ha varit den närmaste utanför den Lokala bubblan. På jorden skulle supernovan ha uppfattats ungefär lika ljus som fullmånen.

## Jättepulser
Pulsationerna hos pulsarer varierar, men vanligen inom ett relativt snävt område. Hos ett tiotal pulsarer har dock jättepulser, med upp till tio gånger så hög styrka observerats. PSR B0950+08 är en av dessa pulsarer. Variationerna har legat om området 103 MHz och varat i mer än tio månader. Pulsaren är i övrigt att beteckna som en pulsar med normal period.